# 와키자카 야스하루
와키자카 야스하루(일본어: 脇坂 安治, 덴분 23년(1554년) ~ 간에이 3년 음력 8월 6일(1626년 9월 26일))는 아즈치모모야마 시대부터 에도 시대 초기까지의 무장, 다이묘이다. 아와지 스모토번주, 이요 오즈번 초대 번주이며 다쓰노번 와키자카씨의 시조이다.

## 생애
덴분 23년(1554년) 와키자카 야스아키의 장남으로 오미국 아사이군 와키자카 장원에서 태어났다. 어머니는 다쓰케 가게하루의 동생이다. 이설로 어머니의 사촌 다쓰케 마고사에몬의 아들이란 설도 있다.
오미 북부의 센고쿠 다이묘 아자이 나가마사를 주군으로 모시다가, 덴쇼 원년(1573년) 아자이 가문이 다이묘로서 멸망되자, 오다 노부나가의 중신 아케치 미쓰히데의 여력장수가 되어 단바 구로이성 공략 등에서 활약한다. 단바 평정에 있어서 단바의 적귀로 명성을 떨친 아카이 나오마사에게 무용에 대한 상찬을 받았다. 또, 그로부터 담비의 가죽으로 된 창집을 받았다는 일화가 있다. 단, 진위에 관해서는 불명확하며, 당시 야스하루의 신분과 활약한 내용이 부합하지 않아 후대의 창작으로 보는 경향이 있다. 아울러 와키자카 가문의 우마지루시는 담비의 가죽이다.
그 후, 아케치 가문에서 출타하여 스스로 기노시타 도키치로(후일 도요토미 히데요시)를 찾아가 그의 가신이 된다. 히데요시를 따라 하리마국 미키성, 간키성 공략 등에서 무공을 세워, 덴쇼 4년(1576년) 150석을 봉록으로 받았다. 덴쇼 6년(1578년) 미키성을 공략할 때, 히데요시로부터 백륜위 문장이 놓인 붉은 호로를 받았고, 이후 이 문장은 와키자카 가문의 문장이 된다. 덴쇼 10년(1582년) 아카시군 30석을 가증 받는다. 단, 아카시군 30석에 관해서는 히데요시의 서장에서만 확인할 수 있고, 와키자카 가보(脇坂家譜)에는 기술되어 있지 않다.
덴쇼 11년(1583년) 하시바 세력(도요토미 히데요시)과 시바타 세력(시바타 가쓰이에)간의 시즈가타케 전투에서 가토 기요마사, 후쿠시마 마사노리와 함께 활약했으며, 이 활약으로 시즈가타케의 칠본창으로 명성을 떨쳤다. 이 전공으로 야마시로국의 영지 3000석을 얻는다. 시즈가타케 전투에서 야스하루는 시바타 가쓰마사를 전사시켰다는 이야기가 있다.
덴쇼 12년(1584년) 고마키·나가쿠테 전투에서는 이세국, 이가국 방면에서 다키가와 가쓰토시의 이가 우에노성 등을 공략했고, 덴쇼 13년(1585년) 음력 5월 셋쓰국 노세 군 1만 석을 받아 다이묘의 신분에 오른다. 음력 8월에는 야마토 다카토리 2만 석, 음력 10월에는 규슈의 전장에서 실책으로 문책된 센고쿠 히데히사를 대신하여 아와지국 스모토 3만 석을 배령받는다.
그 후 가토 요시아키와 구키 요시타카와 함께 수군을 이끌었으며, 규슈 정벌, 오다와라 정벌, 임진왜란 등에 참전한다. 규슈 정벌에 있어서는 분고 우스키성의 오토모 소린 앞으로 군량미를 수송했다. 또, 히데요시의 명에 따라 구로다 요시타카 군에 편입되어 활약하였고, 사쓰마 히라사성 공략에 있어서는 고니시 유키나가와 함께 공격해 함락한다. 오다와라 정벌에서는 이즈 시모다성을 공략했다.
임진왜란에서는 해상수운 및 수군관련 업무를 맡았지만, 후에 육전에 참가한다. 분로쿠 원년(1592년) 음력 6월 용인을 수비하던 중 전라감사 이광이 이끄는 조선군 5만의 공격을 받지만, 1600의 병력으로 야간에 기습공격하여 패주시킨다.(용인 전투) 음력 7월 조선 수군의 활동을 저지하기 위해 가토 요시아키, 구키 요시타카와 함께 수군에 편성되지만, 전공을 탐하여 단독으로 출진하였고, 한산도 해전에서 이순신이 이끄는 조선 수군에 대패하였으며, 이후 히데요시의 전술전환명령에 따라 수륙방어작전을 폈다. 분로쿠 2년(1593년) 음력 5월 제2차 진주성 전투에서 참가한다.
정유재란에 있어서도 게이초 2년(1597년) 음력 7월 도도 다카토라와 함께 칠천량 해전에서 원균이 이끄는 조선 수군을 역습해 섬멸한다. 남원성 전투에서 활약하였으며, 전주 회의 이후, 수군에 재편되어 조선 남해안을 경비하면서 명량 해전을 치렀지만 결국 이순신에게 패배하였다. 제1차 울산성 전투에 참전한 가토 기요마사의 구원으로 무공을 꼽는다. 이러한 공적으로 3천 석이 가증되어 아와지국 스모토 번 3만 3천의 다이묘가 된다.
도요토미 히데요시 사후, 도쿠가와 이에야스와 마에다 도시이에가 대립하자, 야스하루는 도쿠가와 관저에 출타했다. 아이즈 정벌에 있으서는 차남 와키자카 야스모토에 병력을 주어 도쿠가와 이에야스 편에 가담하려 하지만, 이시다 미쓰나리 등의 방해로 철회한다. 이 시기, 야스하루는 옛 친구인 야마오카 가게토모를 통해 그간의 사정을 이에야스에 고해, 양해를 얻는다. 게이초 5년(1600년) 세키가하라 전투에서 도쿠가와 이에야스의 동군에 가담하려 하지만, 야스하루가 오사카에 머물 시점에 이시다 미쓰나리가 거병하였고, 어쩔수 없이 서군이 가담한다. 음력 9월 15일 본전투에서 고바야카와 히데아키가 서군에서 동군으로 배신하자, 이에 편승해 동군으로 배신했고, 서군의 오타니 요시쓰구 군을 괴멸시킨다. 이후, 이시다 미쓰나리의 사와 산성 공략에도 참전한다. 같은 시기 함께 배신한 3명의 다이묘와 달리, 전투 전 이미 이에야스에 의사표명을 명확히 했기 때문에 배신자로 취급받지 않아 소령을 안도 받을 수 있었다.
게이초 14년(1609년) 음력 9월 이요국 오즈번 5만 3천여 석에 가증 이봉된다. 게이초 19년(1614년) 도쿠가와씨과 도요토미씨의 오사카 전투에는 참전하지 않았다. 단, 차남 야스모토는 도쿠가와측에 가담해 참전했다. 겐나 원년(1615년) 가독을 야스모토에 양도하고 세상을 떠난다.
그 후, 오즈를 떠나 교토 니시노토인에 머물렀고, 불가에 입적해 臨松院이란 호를 사용했다. 간에이 3년(1626년) 음력 8월 6일 교토에서 생을 마감했다. 향년 73세였다.

## 인물과 일화
- 시즈가타케의 칠본창으로 거론된 무장 중 최연장자이다. 단, 연도로 보자면, 1631년에 가토 요시아키가 죽어 연도상으로는 1626년에 죽은 야스하루 보다 오래 산것처럼 보이지만, 가토는 와키자카보다 늦게 태어나 69세의 나이로 사망하였다.
- 시즈가타케의 칠본창으로 거론된 무장 중 와키자카 가문을 제외한 타 가문은 도쿠가와 가문이 정권을 잡은 에도 시대 때 가문이 몰락하거나 가세가 기울었다.
- 유명세와는 달리 실제로는 고쿠다카가 고작 3만 석에 불과한 하위권 다이묘였다.
- 한산도 해전에서 조선군에 대패한 이후, 인근 섬에서 해초로 연명했다고 한다.
- 오사카 전투에서 중립을 표하는 등, 도요토미 가문의 은공을 잊지 않고 있다고 사료되어 막부로부터 의심을 받아 오사카 전투가 치러진 다음해에 은거해 오즈를 떠나 교토에서 생활한다.
- 관위가 중무소보(中務少輔)인 시절, 교토 후시미의 우지 강 지류에 저택을 지어 기거했으며, 중무소포의 당나라 관직명인 중서(中書/주조)로 불리었다. 이에 저택이 있던 일대는 주조지마(中書島)로 불리고 있다.
- 도쿠가와 이에미쓰가 쇼군인 시절, 관영제가계도전(寛永諸家系図伝)을 작성하기 위해 각 다이묘에게 가계도를 제출하게 하였다. 이 때, 여타 다이묘 들은 자신들의 가계를 돋보이게 하기 위해 귀족 가문과 연이 있다록 작성했지만, 와키자카 가문은 야스하루의 아버지 와키자카 야스아키로부터 이어지는 계도를 작성하고 모두(冒頭)에 “북남 어느 쪽인지 알지 못하는 이 실의 연이 있는 끝은 후지와라”라는 와카를 붙여 제출했다. 이 와카의 의미는 와키자가 가문의 뿌리는 후지와라 가문의 북가(北家)인지 남가(南家)인지는 모르지만 후지와리 가문이고, 정확히 알고 있는 것은 야스하루의 아비 야스아키 대에서 이어져 왔다는 것이다. 그 정직함과 와카를 적어 제출한 풍류에 탄복한 이에미쓰는 이를 상찬했다. 관영제가계도전의 집필과 완성시기는 1641년 ~ 1644년이고, 가계도를 제출한 것은 그 이전이지만, 이에미쓰의 쇼군 취임 연도인 1623년을 고려할 때, 와카를 작성해 제출한 이는 야스하루가 아닌 차남 야스모토일 가능성이 크다.
- 야스하루가 아버지 야스아키를 위해 건립한 교토 묘신지(妙心寺)의 린카인(隣華院)은 4대 와키자카 요시테루까지 묘가 모셔신 사찰이다.
- 효고현 다쓰노시의 다쓰노 신사에서는 야스하루를 제신으로 모셔 제를 지내고 있으며, 시즈가타케 전투에서 야스하루가 사용했다는 창이 봉납되어 있다.
- 2003년 방영된 KBS 《역사스페셜》중 특별기획 2부작 이순신 1편의〈불패의 장군, 신화가 되다.〉에 임진왜란 무렵 와키자카 가문이 효고 현 다쓰노 시 지역을 다스린 것으로 나온 것[2]은 잘못된 것이며, 임진왜란 무렵 와키자카 가문은 효고 현의 아와지섬 지역을 다스렸다. 다쓰노 시 지역을 다스린 시기는 와키자카 야스하루의 양손자가 되는 와키자카 야스마사 때이며, 야스마사 또한 와키자카 야스하루와의 혈연관계가 아닌 홋타 마사모리의 차남이다. 아울러 와키자카 가문은 도자마 다이묘이지만, 3대 와키자카 야스마사의 친아버지 홋타 마사모리가 막부의 로주 및 후다이 다이묘인 관계로 와키자카 가문은 3대 야스마사 이후, 후다이 다이묘로 대우(후다이 격)받았다. 이런 배경으로 10대 와키사카 야스타다 도자마 다이묘 가계로는 이례적으로 로주에 올랐고, 지샤부교를 겸했다. 이는 11대 와키사카 야스오리에게 때에도 이어졌으며, 야스오리는 번조 야스하루를 제신으로 다쓰노 신사를 창건한다.

## 관련 작품

### 게임
- 임진록 《조선의 반격》 (조이온)

### 드라마
일본
- NHK 대하드라마
  - 《아오이 도쿠가와 삼대》 (2000년) - 사카구치 신야

한국
- MBC
  - 《임진왜란》 (1985년~1986년) - 오현섭
- KBS 1TV
  - 《불멸의 이순신》 (2004년~2005년) - 김명수
  - 《징비록》(2015년) - 김철기
  - 《임진왜란 1592》(2016년) - 다케다 히로미츠

### 영화
- 《명량》 (2014년) - 조진웅
- 《한산: 용의 출현》 (2022년) - 변요한

## 논점 및 표현
대한민국의 조이온에서 개발한 역사 게임 임진록의 속편 《조선의 반격》에서 이순신을 저격한 장본인이자 서군의 일원으로 묘사되었다. 와카자키라고 잘못 표기되기도 하였다.
- 2004년부터 2005년까지 방영된 대한민국 드라마《불멸의 이순신》에서 이순신과의 대결자로 묘사되어 등장한다.
- 2004년부터 2005년까지 방영된 대한민국 드라마《불멸의 이순신》과 2015년에 방영된 대한민국 드라마《징비록》에서 모두 한산도 대첩, 칠천량 해전, 명량 해전, 노량 해전에 전부 출전한 왜장으로 묘사된다.